# Litauische Regierung

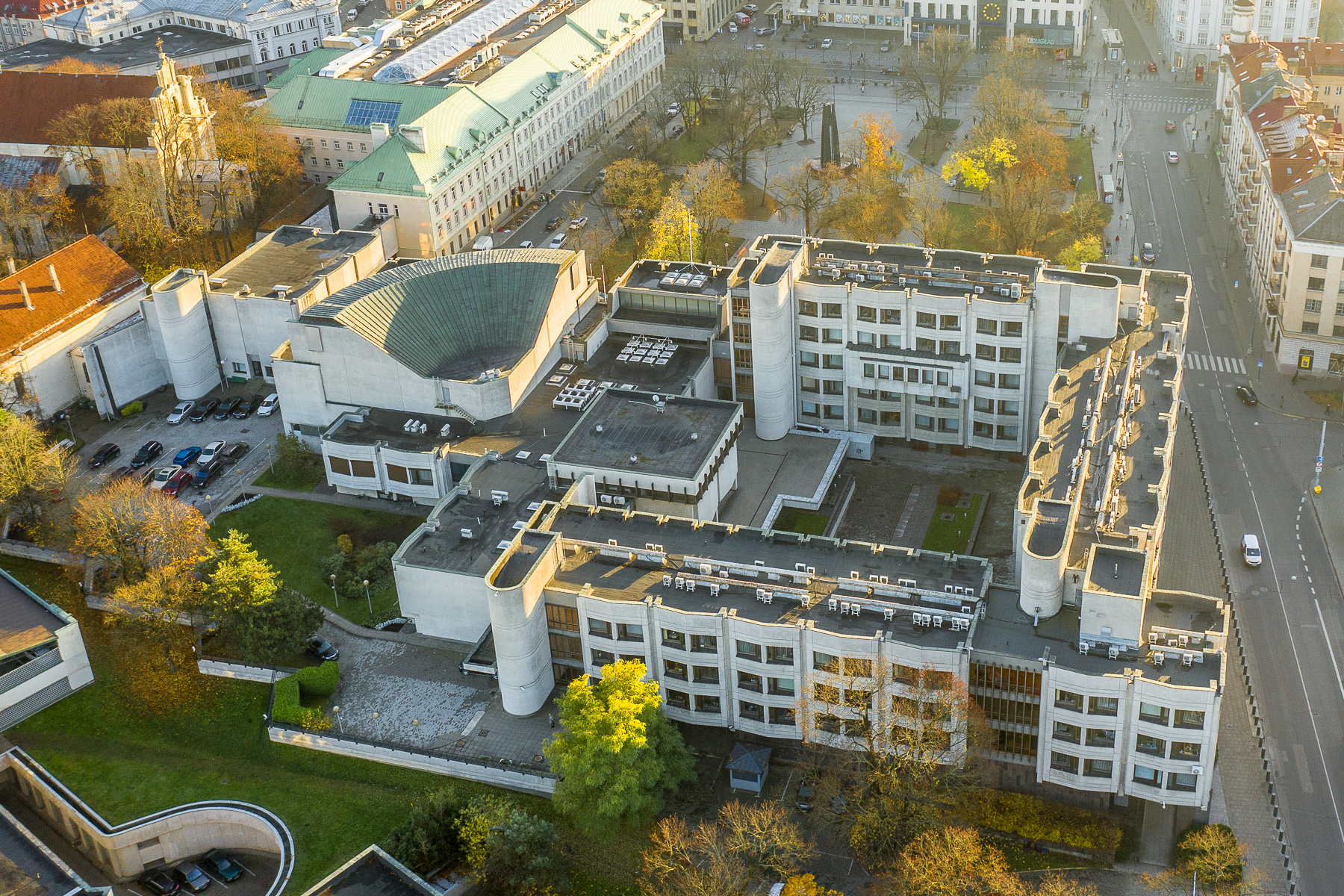
Luftbild

Die Regierung der Republik Litauen (litauisch Lietuvos Respublikos Vyriausybė) ist die Regierung des Staates Litauen. Sie wird seit dem 12. Dezember 2024 geleitet vom Premierminister Gintautas Paluckas.

## Litauische Regierungen

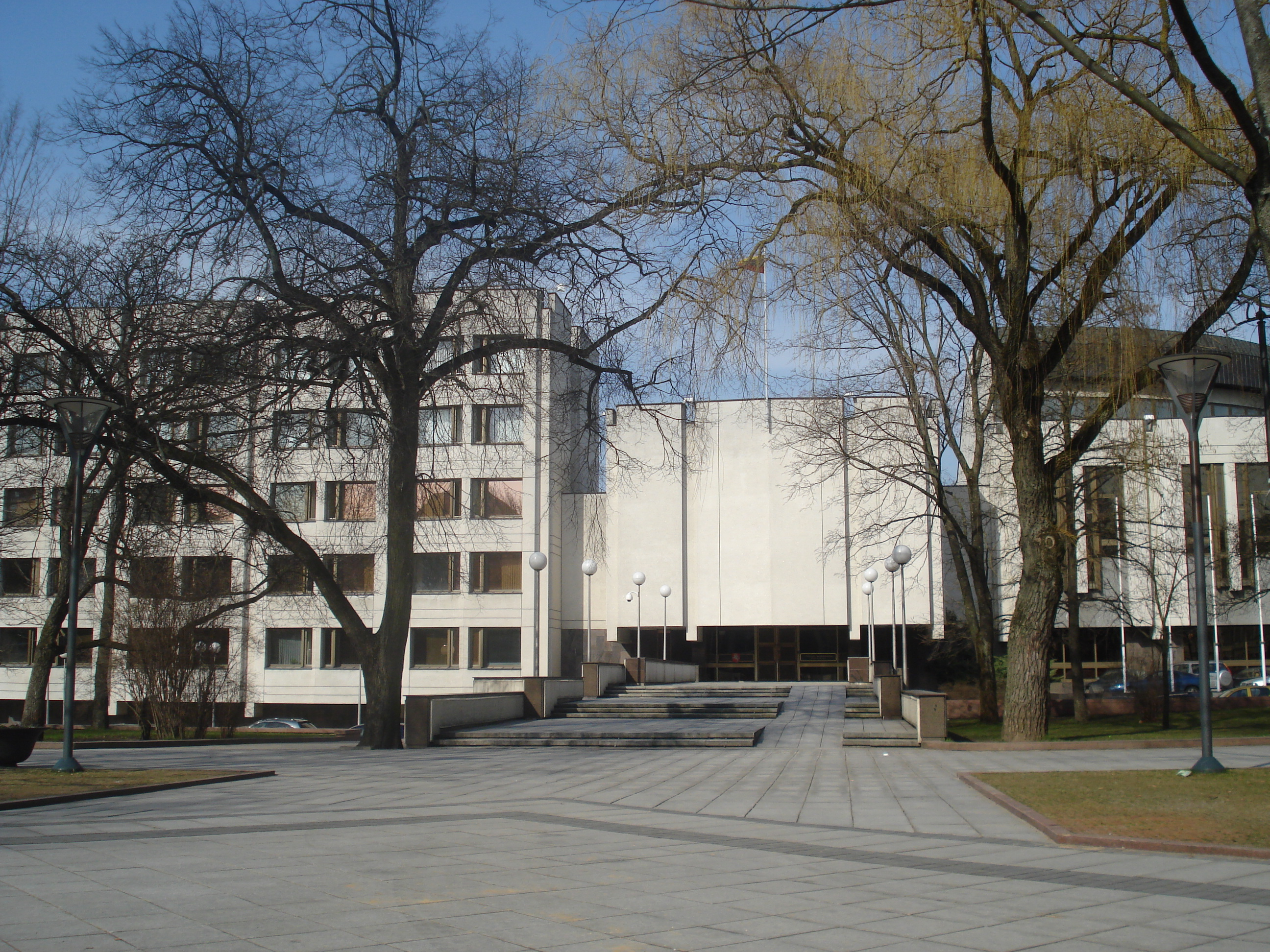
Der Regierungspalast auf dem Gediminas-Prospekt (Gedimino pr. 11) in Vilnius

### Litauische Regierungen der Ersten Republik (1918 bis 1940)
- 1. Regierung: 1918–1918: Kabinett Voldemaras
- 2. Regierung: 1918–1919: Kabinett Sleževičius
- 3. Regierung: 1919–1919: Kabinett Dovydaitis
- 4. Regierung: 1919–1919: Kabinett Sleževičius
- 5. Regierung: 1919–1920: Kabinett Galvanauskas
- 6. Regierung: 1920–1922: Kabinett Grinius
- 7. Regierung: 1922–1923: Kabinett Galvanauskas I
- 8. Regierung: 1923–1923: Kabinett Galvanauskas II
- 9. Regierung: 1923–1924: Kabinett Galvanauskas III
- 10. Regierung: 1924–1925: Kabinett Tumėnas
- 11. Regierung: 1925–1925: Kabinett Petrulis
- 12. Regierung: 1925–1926: Kabinett Bistras
- 13. Regierung: 1926–1926: Kabinett Sleževičius
- 14. Regierung: 1926–1929: Kabinett Voldemaras
- 15. Regierung: 1929–1934: Kabinett Tūbelis I
- 16. Regierung: 1934–1935: Kabinett Tūbelis II
- 17. Regierung: 1935–1938: Kabinett Tūbelis III
- 18. Regierung: 1938–1938: Kabinett Mironas I
- 19. Regierung: 1938–1939: Kabinett Mironas II
- 20. Regierung: 1939–1939: Kabinett Černius
- 21. Regierung: 1939–1940: Kabinett Merkys

### Litauische Regierungen der Zweiten Republik (seit 1990)
- 1. Regierung: 1990–1991: Kabinett Prunskienė
- 2. Regierung: 1991–1991: Kabinett Šimėnas
- 3. Regierung: 1991–1992: Kabinett Vagnorius I
- 4. Regierung: 1992–1992: Kabinett Abišala
- 5. Regierung: 1992–1993: Kabinett Lubys
- 6. Regierung: 1993–1996: Kabinett Šleževičius
- 7. Regierung: 1996–1996: Kabinett Stankevičius
- 8. Regierung: 1996–1999: Kabinett Vagnorius II
- 9. Regierung: 1999–1999: Kabinett Paksas I
- 10. Regierung: 1999–2000: Kabinett Kubilius I
- 11. Regierung: 2000–2001: Kabinett Paksas II
- 12. Regierung: 2001–2004: Kabinett Brazauskas I
- 13. Regierung: 2004–2006: Kabinett Brazauskas II
- 14. Regierung: 2006–2008: Kabinett Kirkilas
- 15. Regierung: 2008–2012: Kabinett Kubilius II
- 16. Regierung: 2012–2016: Kabinett Butkevičius
- 17. Regierung: 2016–2020: Kabinett Skvernelis
- 18. Regierung: 2020–2024: Kabinett Šimonytė
- 19. Regierung: seit 2024: Kabinett Paluckas

## Behörden an der Regierung Litauens
- Regierungskanzlei der Republik Litauen
- Ausschuss für Entwicklung der Informationsgesellschaft, lit. Informacinės visuomenės plėtros komitetas
- Versicherungsaufsichtskommission, Draudimo priežiūros komisija
- Departement für Körperkultur und Sport, Kūno kultūros ir sporto departamentas
- Litauisches Archivdepartement, Lietuvos archyvų departamentas
- Waffenfonds der Litauischen Republik, Lietuvos Respublikos ginklų fondas
- Litauischer Rat für Behindertenangelegenheiten, Lietuvos invalidų reikalų taryba
- Litauischer staatlicher Wissenschafts- und Studienfonds, Lietuvos valstybinis mokslo ir studijų fondas
- Kommission für Steuerstreitigkeiten, Mokestinių ginčų komisija
- Departement für Drogenkontrolle, Narkotikų kontrolės departamentas
- Statistikdepartement, Statistikos departamentas
- Staatliche Inspektion für Atomenergiewirtschaftssicherheit, Valstybinė atominės energetikos saugos inspekcija
- Staatliche Inspektion für Datenschutz, Valstybinė duomenų apsaugos inspekcija
- Staatliches Nahrungs- und Veterinäramt, Valstybinė maisto ir veterinarijos tarnyba
- Staatliches Amt für Tabak- und Alkoholkontrolle, Valstybinė tabako ir alkoholio kontrolės tarnyba
- Amt für Öffentliche Aufträge, Viešųjų pirkimų tarnyba
- etc.